# Трибуны
Трибуны, они же шашки Дурейса — гибрид двух шашечных игр: двойные шашки и столбовые шашки. Изобретатель — латвийский шашист Дурейс.

## Правила
- в игре участвуют: единичные, двойные и тройные шашки,
- начальное расположение: единичные (одинарные) шашки в третьем ряду от игрока, двойные — во втором, а тройные — в первом,
- взятия аналогичны двойным шашкам.

В разновидности игры малые трибуны — в первом ряду от играющего — двойные шашки, а во втором и третьем — одинарные. Правила аналогичны игре под названием двойные шашки.